# Cotswolds

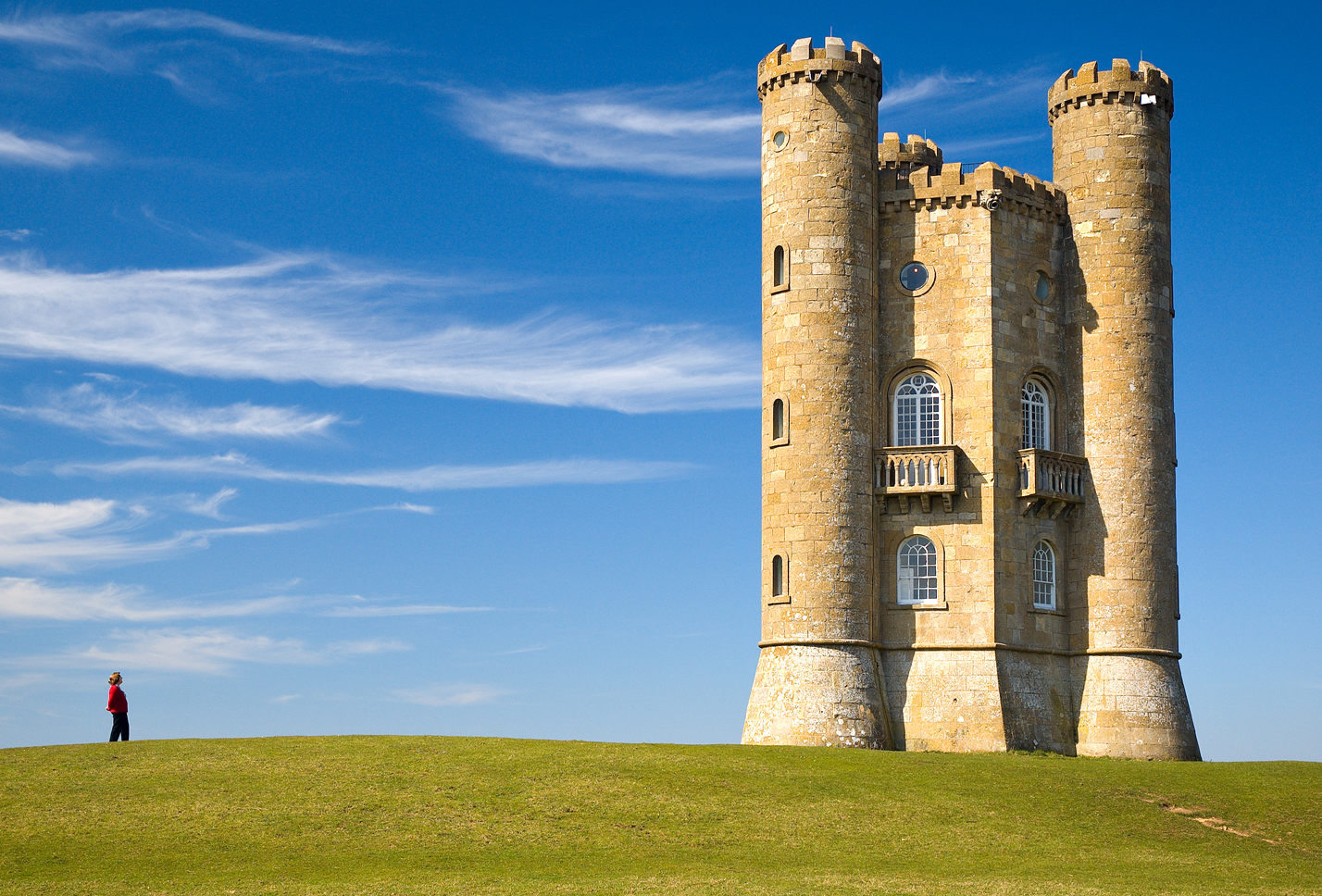
La Broadway Tower nelle Cotswolds.

Le Cotswolds, anche Cotswold Hills, sono una catena collinare situata nell'area centrale dell'Inghilterra.
Sono delimitate a nord dal fiume Avon, a est dalla città di Oxford, a ovest da Cheltenham e a sud dalla valle del Tamigi.
Le colline Cotswolds occupano parte delle contee di Oxfordshire, Gloucestershire, Wiltshire, Somerset, Warwickshire e Worcestershire. La maggior parte ricade nel territorio del Gloucestershire.
La maggior elevazione è Cleeve Hill di 330 metri di altezza.
Nel 1966 sono state dichiarate Area of Outstanding Natural Beauty, una certificazione delle aree di interesse naturalistico nel Regno Unito.

## Villaggi delle Cotswolds
L'area geografica delle Cotswolds è nota per i suoi villaggi pittoreschi, che catturano l'essenza della campagna inglese. Bourton-on-the-Water, spesso chiamata "la Venezia delle Cotswolds", affascina con i suoi ponti bassi e le case in pietra lungo il fiume Windrush. Bibury, celebrato da William Morris come "il villaggio più bello d'Inghilterra", offre un panorama incantevole con i suoi cottage storici e il fiume Coln. Stow-on-the-Wold, situato su una collina, è rinomato per i suoi negozi di antiquariato e gallerie d'arte, ideale per gli appassionati di storia. Chipping Campden è famoso per le sue case in pietra calcarea e il suo storico mercato coperto. Broadway, conosciuto come il "gioiello delle Cotswolds", offre ampie strade fiancheggiate da cottage in pietra e una vasta gamma di negozi e ristoranti. Castle Combe, spesso chiamato "il villaggio più bello d'Inghilterra", è un altro esempio della bellezza delle Cotswolds, con le sue strade acciottolate e case medievali ben conservate. Lower Slaughter offre un'atmosfera tranquilla con il suo mulino ad acqua e i pittoreschi ponti sul fiume Eye. Ogni villaggio ha il suo fascino unico, rendendo le Cotswolds una destinazione imperdibile per chi cerca un'esperienza autentica della campagna inglese.